# Germán de Capua
Germán o Germanus fue un obispo cristiano del comienzo del siglo VI, que ha ejercido probablemente una carga episcopal a Capua de 516 a 541. Es conocido por el papa Gregorio Magno, que le hace mención en sus Diálogos.
En 519, el papa Hormisdas lo envía como legado apostólico cerca del emperador de Oriente Justino I, con el fin de poner un término al cisma creado por el patriarca Acacio de Constantinopla, cuya misión se resuelve con éxito. 
Según Gregorio Magno, Benito de Nursia habría visto su alma elevarse al cielo a su muerte. 
Está considerado como santo, celebrado el 30 de octubre.